# 蛇皮冰川
84°57′S 170°40′E / 84.950°S 170.667°E
蛇皮冰川（英語：Snakeskin Glacier），是南極洲的冰川，位於杜費克海岸，最終在支持者山脈東面注入凱爾蒂冰川，由新西蘭探險隊命名，現時由南極條約體系管理。